# Bulbophyllum bracteatum
Bulbophyllum bracteatum é uma espécie de orquídea (família Orchidaceae) pertencente ao gênero Bulbophyllum. Foi descrita por Robert Desmond David Fitzgerald e Frederick Manson Bailey em 1891.